# 日本テレビ長野支局
日本テレビ長野支局（にほんてれびながのしきょく）は1980年10月1日に長野県のNNN加盟局テレビ信州（TSB）が開局するまで設置されていた日本テレビ放送網の支局である。長野県内における報道取材のために設置されていた。

## 概要・歴史
長野県の民間放送局として初のテレビ放送を開始した信越放送（SBC）は、1958年10月25日開局時点でのキー局、日本テレビ及びラジオ東京テレビ（現：TBSテレビ）とクロスネットを組み、それ以降番組はフリーネット（1991年3月31日まで続く）という編成を基本とするが、ニュース系列はSBCに朝日新聞社 が出資している関係から、JNN（1959年8月1日発足）に加盟。番組販売ではなくJNN協定が適用される正式加盟であったため、日本テレビ系の報道番組「きょうの出来事」を含めたNNNの全報道番組をネットすることはもとより、同社を介しての取材活動も不可能となっていた。
日本テレビはJNN発足（＝SBCのJNN加盟）以降報道局が直接取材していたが、1966年4月1日のNNN発足後は長野県長野市に支局を設置し、そこからの取材に移行している。支局は読売新聞の長野支局が入っていた建物と同居していた（読売新聞長野支局は当該支局の廃止後、移転している）。
1979年12月3日に日本テレビ系列として初の単独系列局となるTSBが設立され、取材活動はTSBへと移行されることが決まったことから、TSB開局の1980年10月1日をもって同支局は廃止されている。ちなみにTSBは開局から第4局（長野朝日放送[abn]）開局までの10年半にわたりテレビ朝日とのクロスネット局であったが、テレビ朝日は日本テレビとは異なり、TSB開局以前には長野県内に取材拠点を設けていなかったという（テレビ朝日本体ではなく、関連会社で当地での報道取材を委託されていたテレビ朝日映像[朝日テレビニュース社→NET朝日制作→テレビ朝日映像]が実際の取材活動を行っていたことによる）。